# Zeillern
Zeillern is een gemeente in de Oostenrijkse deelstaat Neder-Oostenrijk. Zeillern heeft een oppervlakte van 21,47 km² en anno 2020 had de gemeente een kleine 1900 inwoners. De gemeente ligt op een hoogte van 300 meter in het noorden van het district Amstetten (AM) en in het midden van de historische regio Mostviertel, een relatief vlak en laag deel van Oostenrijk.
De gemeente bestaat uit een centraal dorp met omliggende buurtschappen en verspreide hoeven. Het beeld van het dorp wordt gedomineerd door Slot Zeillern aan de zuidkant van het dorp, een middeleeuws slot dat als zodanig onherkenbaar is door verbouwing in renaissancestijl. In de 19e of 20e eeuw is de noordwesthoek van deze vierkantshoeve neergehaald, zodat een inkijk naar de binnenplaats ontstaan is; normaal is dat meestal niet mogelijk bij de 'Vierkanter' in het Mostviertel. Het slot wordt gebruikt als hotel en conferentiecentrum.

## Historische inwonertallen
Allhartsberg · Amstetten · Ardagger · Aschbach-Markt · Behamberg · Biberbach · Ennsdorf · Ernsthofen · Ertl · Euratsfeld · Ferschnitz · Haag · Haidershofen · Hollenstein an der Ybbs · Kematen an der Ybbs · Neuhofen an der Ybbs · Neustadtl an der Donau · Oed-Öhling · Opponitz · Seitenstetten · Sonntagberg · Sankt Georgen am Reith · Sankt Georgen am Ybbsfelde · Sankt Pantaleon-Erla · St. Peter in der Au · St. Valentin · Strengberg · Viehdorf · Wallsee-Sindelburg · Weistrach · Winklarn · Wolfsbach · Ybbsitz · Zeillern
- Gemeinsame Normdatei: 4067459-9
- Virtual International Authority File: 246529879
- WorldCat: E39PCjwTTdJgFrg3CtQbv7FqPP